# Mistrzostwa Świata w Biegach na Nartorolkach 2023
Mistrzostwa Świata w Biegach na Nartorolkach 2023 pierwotnie miały odbyć się w dniach 10–13 sierpnia 2023 r. w estońskich miejscowościach Otepää i Tartu, jednak zostały odwołane. W połowie czerwca pojawił się nowy gospodarz: włoska miejscowość Lazzate, lecz z powodu problemów finansowych zmagania zostały definitywnie odwołane, wobec czego FIS postanowiła rozegrać dodatkowe zawody Pucharu Świata w dniach 18–20 sierpnia 2023 r. w łotewskiej Madonie.